# Pejzaż ze scenami z życia świętych
Pejzaż ze scenami z życia świętych – obraz namalowany przez Dosso Dossi, obecnie przechowywany w Muzeum Sztuk Pięknych im. Puszkina w Moskwie. 
Artysta namalował pejzaż, w który wkomponował sceny z życia świętych. W centrum przedstawił męczeństwo św. Katarzyny, po lewej stronie u góry znajduje się św. Franciszek z Asyżu, poniżej św. Hieronim trzymający w prawej ręce krucyfiks, po prawej stronie obrazu św. Jerzy walczy ze smokiem, a w oddali widać św. Krzysztofa z małym Jezusem.
Obraz ma pewne błędy w perspektywie, np. młyn na pierwszym planie wydaje się zbyt mały w porównaniu z postaciami z drugiego planu.
Obraz znajduje się w zbiorach Muzeum Sztuk Pięknych im. Puszkina w Moskwie od 1933 roku.